# 雅各布·揚切爾
恩查（德語：Jakob Jantscher，1989年1月8日—）是一位奧地利足球運動員，在場上的位置是前鋒。他也曾代表奧地利國家足球隊參賽 ，現時效力奥地利乙組足球聯賽球隊ASK沃茨伯格。

## 球員生涯
恩查出生於格拉茨，在施蒂里亞聯賽的 SC Unterpremstätten 和 LUV Graz 開始了自己的職業生涯。
2003年，14 歲的他轉會至格拉茨風暴隊。 
2007年10月20日，對薩爾斯堡紅牛的比賽中替補湯馬斯‧克拉普，首次代表一線隊出場。 
2007年11月24日，對SCR Altach的比賽中打進了他的取得第一個入球。
2010年6月3日，恩查與薩爾斯堡紅牛俱樂部簽約四年。
2012年9月6日，以為期一年的租借協議加盟莫斯科戴拿模，而莫斯科戴拿模有權簽他，但沒有反執行。 
2013年9月1日，恩查簽約荷蘭荷甲俱樂部NEC奈梅亨，但只在這裡一個球季，因為該球會在賽季完結後降班。
2016年6月24日，恩查轉會至土耳其球隊Çaykur Rizespor。
2018 年5月9日，恩查代表格拉茨風暴隊在加時擊敗薩爾斯堡紅牛隊，贏得 2017-18 奧地利杯。
2023年8月30日，恩查加盟香港超級聯賽球會傑志。  

## 榮譽
薩爾斯堡紅牛
- 奧地利足球超級聯賽冠軍 : 2012
- 奧地利盃冠軍 : 2012

格拉茲
- 奧地利盃冠軍 : 2010，2018[3]

傑志
- 香港高級組銀牌冠軍（2023–24季度）

## 外部連結
- worldfootball.net：雅各布·揚切爾之統計數據 （英文）
- 雅各布·揚切爾在 National-Football-Teams.com 上的出场纪录
- Voetbal International profile （页面存档备份，存于） （荷蘭語）
- 官方网站